# Carex radicina
Carex radicina là một loài thực vật có hoa trong họ Cói. Loài này được Z.P.Wang mô tả khoa học đầu tiên năm 1962.